# بازه

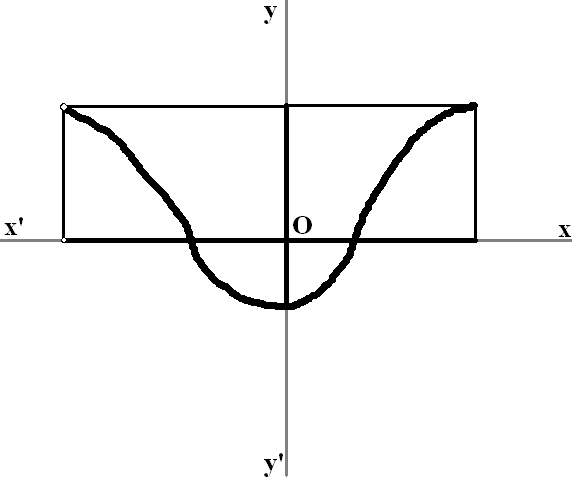
نمونه‌ای از بازۀ کراندار یک منحنی.

بازه یا فاصله، زیرمجموعه پیوسته‌ای از اعداد حقیقی است که به دو نوع فاصله محدود (کراندار) و فاصله نا محدود (بی کران) تقسیم می‌شود.

## کران بازه‌ها
بازه‌های کراندار، از دو طرف به دو عدد حقیقی محدود هستند.
{\displaystyle {\begin{aligned}(a,b)&=\{x\in \mathbb {R} \,|\,a<x<b\},\\{}[a,b)&=\{x\in \mathbb {R} \,|\,a\leq x<b\},\\(a,b]&=\{x\in \mathbb {R} \,|\,a<x\leq b\},\\{}[a,b]&=\{x\in \mathbb {R} \,|\,a\leq x\leq b\}.\end{aligned}}}
بازه‌های بیکران، حداقل از یک طرف به بی‌نهایت(ها) منتهی می‌شوند.
{\displaystyle {\begin{aligned}\left]a,b\right[&=\{x\,|\,a<x<b\},\\\left[a,b\right[&=\{x\,|\,a\leq x<b\},\\\left]a,b\right]&=\{x\,|\,a<x\leq b\},\\{}[a,b]&=\{x\,|\,a\leq x\leq b\}\end{aligned}}}

### تعریف بازه، به بیان جبری
برای نوشتن یک بازه از چپ به راست با یک کمانک ( ( ) (برای قسمت‌های باز) یا قلاب ( [ ) (برای قسمت‌های بسته) و پس ازآن کران اول و پس از آن ویر گول ( , ) پس از آن کران دوم و پس از آن یک کمانک ( ) ) (برای قسمت‌های باز) یا قلاب ( ] ) (برای قسمت‌های بسته) برای اتمام بازه مینویسم.
در حالت کلی برای اعداد حقیقی a و b داریم: 
```
[a,b] یعنی اعداد a تا b به‌طوری‌که این دو عدد هم در بازه وجود دارند.
(a,b) یعنی اعداد a تا b به‌طوری‌که این دو عدد در بازه وجود ندارند.
(a,b] یعنی اعداد a تا b به‌طوری‌که b در بازه وجود ندارد.
[a,b) یعنی اعداد a تا b به‌طوری‌که a در بازه وجود ندارد.
```